# Nectria bainii
Nectria bainii är en svampart som beskrevs av Massee 1899. Nectria bainii ingår i släktet Nectria och familjen Nectriaceae.   Inga underarter finns listade i Catalogue of Life.